# Aéroport international Felipe Ángeles
L'aéroport international Felipe Ángeles de Mexico (code IATA : NLU • code OACI : MMSM) (en espagnol : Aeropuerto Internacíonal Felipe Ángeles) se situe à une cinquantaine de kilomètres au nord-est de la ville de Mexico, capitale du Mexique. Inauguré le 21 mars 2022 par le président Andrés Manuel López Obrador, il est par ses dimensions le troisième plus grand du pays.
Il porte le nom de Felipe Ángeles (1868-1919), un des protagonistes de la révolution mexicaine.

## Situation et accès
| \| 500 km1:6 468 000 \| Acapulco Aguascalientes Huatulco Campeche Cancún Chetumal Chihuahua Ciudad · del Carmen Ciudad Juárez Ciudad · Obregón Ciudad · Victoria Colima Cozumel Culiacán Guanajuato Durango Guadalajara Hermosillo Ixtapa · Zihuatanejo La Paz San José · del Cabo Los Mochis Matamoros Mazatlán Mérida Mexicali Mexico B.J. Mexico F.A. Minatitlán Monterrey Morelia Nuevo · Laredo Oaxaca Playa · de Oro Puebla Puerto · Escondido Puerto · Vallarta Querétaro Reynosa San Luis · Potosí Tampico Tapachula Tepic Tijuana Tulum Toluca Torreón Tuxtla Gutiérrez Uruapan Veracruz Villahermosa Zacatecas |
| 500 km1:6 468 000 |

## Statistiques
Le graphique qui aurait dû être présenté ici ne peut pas être affiché car il utilise l'ancienne extension Graph, désactivée pour des questions de sécurité. Des indications pour créer un nouveau graphique avec la nouvelle extension Chart sont disponibles ici.

Voir la requête brute et les sources sur Wikidata.

## Compagnies et destinations
| Compagnies         | Destinations |
| ------------------ | --- |
| Aeroméxico         | Cancún, Guadalajara-M. Hidalgo y Costilla |
| Aeroméxico Connect | Acapulco-J. N. Álvarez, Mérida C. Rejón, Monterrey-M. Escobedo, Oaxaca-Xoxocotlán, Puerto Vallarta, Veracruz-H. Jara                                                                             |
| Arajet             | Saint-Domingue Las Américas |
| Conviasa           | Caracas-Maiquetía |
| Copa Airlines      | Panama-Tocumen |
| VivaAerobús        | Acapulco-J. N. Álvarez, Cancún, Guadalajara-M. Hidalgo y Costilla, La Havane-José Martí (débute décembre 1, 2022), Monterrey-M. Escobedo, Oaxaca-Xoxocotlán, Puerto Escondido                    |
| Volaris            | Cancún, Guadalajara-M. Hidalgo y Costilla, Huatulco, La Paz-El Alto, Mérida C. Rejón, Mexicali-Taboada, Oaxaca-Xoxocotlán, Puerto Escondido, Puerto Vallarta, Los Cabos, Tijuana-A. L. Rodríguez |

Édité le 02/10/2022